# Isoneuromyia grandis
Isoneuromyia grandis är en tvåvingeart som först beskrevs av Enrico Adelelmo Brunetti 1912.  Isoneuromyia grandis ingår i släktet Isoneuromyia och familjen platthornsmyggor. Inga underarter finns listade i Catalogue of Life.